# Rika (persischer Vorname)
Rika (persisch ریکا, DMG Rīka) ist ein persischer Vorname, sowohl für Frauen wie auch Männer. Der Name bedeutet „geliebt“.

## Fiktive Personen
- Rica, eine fiktive persische Person im Briefroman Persische Briefe von Montesquieu
- Rika Furude, ein fiktiver Charakter in der Anime-Serie Higurashi no Naku Koro ni